# Brevisana brevis
Ve sầu châu Phi (Danh pháp khoa học: Brevisana brevis) là một loài ve sầu được tìm thấy ở châu Phi. Đây là loài côn trùng giống dế có tiếng kêu inh ỏi và chúng thường chà xát chân vào nhau để tạo ra âm thanh giống rệp nước. Ve sầu giữ danh hiệu loài côn trùng ồn ào nhất thế giới. Trong những năm 1990, ve sầu châu Phi sở hữu tiếng kêu lớn nhất, trung bình ở mức 106,7 dB với khoảng cách 0,5 mét. Sau đó, ở Australia, ghi nhận loài ve sầu bản địa Cyclochila australasiae kêu ở mức 120 dB trong cự ly gần. 